# 台鐵CT240型蒸汽機車
台鐵CT240型蒸汽機車（日治時期為200型）為過熱式機關車，是台灣總督府鐵道部、台灣鐵路管理局所使用之幹線客運用車，也是台鐵史上第一型過熱式蒸汽機車，共有4輛。

## 出現、採購
1912年，「過熱式」蒸汽機車正式登場，大幅改寫蒸汽機車歷史，火車牽引力、時速大幅提高。同年台鐵乃向美國ALCO購入3部煤水車式車頭，編入200型，編號200～202，是台鐵首型過熱式蒸汽機車。隔年，再度向同廠購入同型車一部，編號203，總數四輛。

### 製造、引進年表
| 製造年 | 輛數 | 車號     | 1949年後     |
| ------ | ---- | -------- | ------------ |
| 1912年 | 3    | 200～202 | CT241～CT243 |
| 1913年 | 1    | 203      | CT244        |

## 構造、特殊外表
本型是台鐵主要兩種美製「過熱式」車頭之一（另一為DT560型），拉風的外表毋需兩片導煙板修飾。與日製車頭不同的是，在於它採用了二滑棒式的十字頭，十足的美國風。在1917年之後，在台鐵充斥著日本貨的世界內，200型與日後的600型堪稱台鐵的稀有族群。與以前的形式相比，200型性能優越；與其他同為過熱式機車的形式相比，性能居劣勢，因為其本身屬於第一代過熱式機車，技術尚未成熟，一切多為試用階段，影響日後發展的命運。
200型引進之初，其外表皆是其它型所沒有的，車輪輪框塗上了明顯的白色系色彩，眾多的點綴線條成了它的特色，但最特別的莫過於美國原裝進口的煤水車（8900型的為日方自製），其兩側更寫上IMPERIAL TAIWAN RAILWAY（台灣帝國鐵道），為日後引人注意的焦點（除了東線的早期LCK20型外，其餘皆無）。然而，不久後，這些醒目的特色即隨著時光流逝而消失，漸趨與其他型一致。

### 主要諸元

#### 基本資料
- 在日同型車 8900型
- 號碼
  - 原車號 200～203
  - 二戰時期 C92200～C92203[來源請求]
  - 1949年起 CT241～CT244

#### 規格
- 車輪配置 2C1（4-6-2）
- 飽合過熱別 過熱式
- 閥裝置（汽門） 華式
- 車長 17220 毫米
- 車高 3908 毫米
- 車輪直徑
  - 動輪
  - 臺車 前 84 公分 後 94 公分
  - 煤水車 84 公分
- 軸距（全 14618 毫米）
  - 引擎 8838 毫米
  - 動輪 3352 毫米
  - 煤水車 3125 毫米
  - 固定 3352 毫米
- 連結面間長 1721 公分
- 汽缸
  - 數目 2個
  - 直徑 47 公分
  - 行程 61 公分
  - 牽引力 9300kgw
- 鍋爐使用壓力（實用汽壓） 13kgw/cm²
- 傳熱面積（總計156.9m²）
  - 火箱 8.8m²
  - 煙管 122.1m²
  - 過熱 26m²
- 爐箆面積2.51m²
- 煙管直徑×數目
  - 大煙管 14 公分 × 16 公分
  - 小煙管 57 毫米 × 99 毫米
  - 管板內面距 4924 毫米
- 空氣軔機
  - 空氣壓縮機 240單式
  - 主儲氣筒容積 260×2
  - 軔缸直徑、數目 
    - 引擎 254×2
    - 煤水車 254×1

  - 軔機倍率 
    - 引擎 5.64
    - 煤水車 8.5

  - 軔率 0.408
- 容量
  - 鍋爐水 5.8m³
  - 煤櫃 3.15ton
  - 水櫃 12.7m³

## 運用
抵台後，由於本身優越的性能，不久即把飽合式的120號型及110號型比了下去，促使二者早早退役。此四部車甫一抵台，即被賦予牽引北高特急列車第一線的專用車頭，早年全配置於台北機關庫，作為特急列車起點。之後隨著鐵路技術進步，500型等新銳機型大量來台，地位逐年下降，漸分配至台北、新竹、彰化、嘉義各一輛。1935年流線形車頭C55型抵台，北高特急列車第一線車頭之地位為其所取代，這四部於1940年全遷至嘉義機關庫，幸運地躲過轟炸，在1945年國府接收時，仍全數健在。而日本的8900型早在昭和初年全數報廢。
戰後，編號大變動，C92型雖比C95型（CT150型）早出廠，但本身的軸配置排序較後者落後，故被編入CT240型。此後的20多年，CT240型繼續用作客運機車，用以牽引普快班次。然而受到先天上的缺陷加上數量少等不利的影響，一直居劣勢，使用狀況比不上同為美國車的DT560型，在維修不易、狀況連連的情況下，成為台鐵動力柴油化成功後首先報廢的對象。
在退役前夕，最後一部CT244號曾作為調車練習用車，但遺憾未順利被完整保存下來而遭到報廢，至此該型號蒸汽機車全數解體消失。

### 意義
CT240型是台鐵首型過熱式蒸汽機車，使台灣帶來了鐵路交通的變革。雖然就技術上而言仍是起步，尚未成熟，仍可視為使早年台灣南北時空距離為之縮短的關鍵，為日後台鐵發展貢獻頗多。

## 輓歌
民國57年二月，四部CT240型全數退伍，在鐵道文化保存意識尚未抬頭的背景下，正式接受報廢解體，亦走上了8900型的後塵。今已無一部保存。